# Michel Frotet de la Bardelière
Pour les articles homonymes, voir La Bardelière.
Michel Frotet de la Bardelière (31 décembre 1559 à Saint-Malo - 20 novembre 1602 en expédition maritime vers les Moluques) est un capitaine ligueur, navigateur et explorateur français. Son nom est connu via l'expédition de la Compagnie française des mers orientales, relatée par François Pyrard et François Martin. Il est surnommé l'Ajax Malouin.

## Biographie

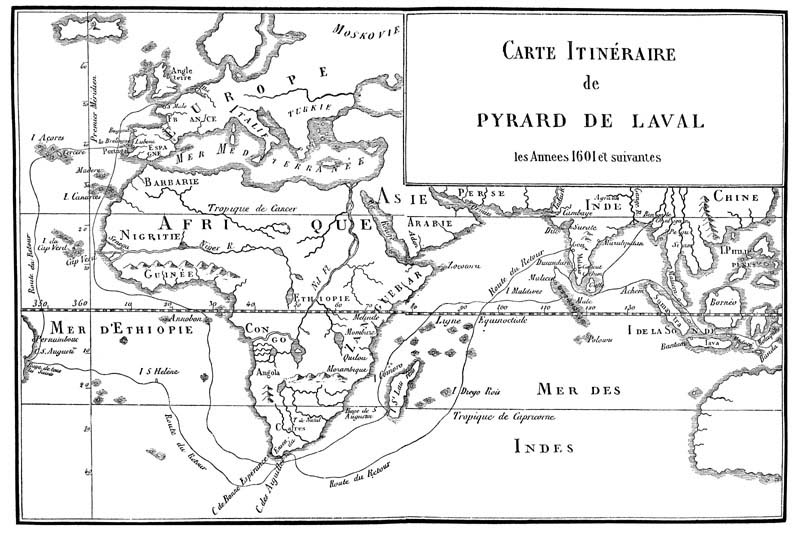
Itinéraire de François Pyrard

### Origine
Michel Frotet de la Bardelière est le fils aîné de Nicolas Frotet, sieur de La Bardelièret, et de Jocelyne Maingart. Par sa mère, il est le petit-neveu de Jacques Cartier et le parent de Josselin Maingard.
La Bardelière se consacre à la navigation et devient un des meilleurs capitaines du port de Saint-Malo. Il commande une flotte de cinq navires en 1583 lorsqu'il vient au Canada pour commercer avec les Amérindiens. Il revient de la vallée du Saint-Laurent en août 1583, accompagné de sauvages à apprivoiser pour faciliter le trafic. Son nom est à l'origine du lac La Bardelière au Québec.

### La Ligue catholique
Comme son cousin Nicolas Frotet de la Landelle, il soutient dès son commencement la Ligue. Il est nommé le 29 mars 1589 l'un des quatre capitaines-généraux de la milice. 

### République de Saint-Malo
Il est désigné avec Gilles Gérard du Tertre pour marcher à la tête d'une troupe d'élite choisie pour escalader le 14 mars 1590 la Tour Générale du château de Saint-Malo et s'emparer de la forteresse, car le gouverneur Desfontaines, partisan d'Henri de Navarre voulait la livrer aux officiers de Henri IV. C'est l'évènement déclencheur de la République de Saint-Malo.
À la suite, il est nommé gouverneur du château de Saint-Malo; mais, peu de temps après, laisse ce poste. Le 18 avril 1590, sur l'invitation du marquis de Chaussin, il s'embarque sur deux caboteurs avec 300 volontaires et 2 pièces d'artillerie. 
Sur les ordres du duc de Mercœur, il débarque au port de Dahouët, qui protège Lamballe sur la mer, et assure le ravitaillement de Saint-Malo. Il s'empare du château de Guémadeuc, défendu par Gilles Visdelou le 20 avril. En repartant vers Saint-Malo, il pille et incendie aussi le château de Saint-Denoual qui appartient au parti royaliste.
Le 27 mai de la même année, il croise avec 2 barques armées pour attendre le navire qui transportait Charles Goyon de la Moussaye. Ce dernier, qui se rendait de Jersey au fort La Latte, se réfugie dans le port de Saint-Malo, où il est arrêté. En juin, à la demande des habitants de Dinan, il se rend, à la tête de 150 hommes, à Saint-Briac, pour coopérer à la reddition du château de Pontbriand, qui se rend.
Charles d'Espinay, évêque de Dol, craignant d'être attaqué, demande du secours à la ville de Saint-Malo en novembre 1590. Deux compagnies, une de mousquetaires, une autre de carabiniers sont confiées à Frotet. Ces compagnies interviennent à Dol-de-Bretagne pour rendre service à l'évêque. En avril 1691, Frotet est à la tête de 40 cuirassiers et 200 arquebusiers pour reprendre le château du Plessis-Bertrand, dont la garnison s'est révoltée en faveur du roi de France.

### Au service d'Henri IV
Lors de la soumission de Saint-Malo à Henri IV, Frotet sert ce dernier. Il intervient à Saint-Suliac, il participe à la prise de Dinan occupé par le duc de Mercœur. Il est appelé par le duc de Brissac pour soumettre à l'autorité royale les forteresses du Plessis-Bertrand et du Guildo. Il obtient auprès de ses compatriotes malouins le surnom d' Ajax Malouin.
En compagnie de son cousin de La Landelle, il fait partie de la liste des 117 Malouins qui doivent être traînés sur une claie et rompus vifs sur les échauffaulx qu'on élèverait à Rennes au milieu de la place du Grand-Bout-de-Cohue, suivant l'arrêt du Parlement de Bretagne du 11 janvier 1592, rendu à la demande de Mme veuve Desfontaines. Cet arrêt est cassé par Henri IV dans son édit de réduction du 1er octobre 1594. Mme Desfontaines, malgré les termes de l'édit de réduction et les ordres du roi d'arrêter toute action contre les habitants de Saint-Malo pour cause des malheurs et des pertes éprouvées durant la Ligue, poursuit ceux qui avaient enlevé le château, et particulièrement Frotet, accusé de s'être emparé des joyaux qu'elle avait laissés à la garde de son mari, et de les avoir vendus en Espagne. Un arrêt du Parlement du 19 septembre 1596 mit les parties dos à dos.

### Le voyage des Indes

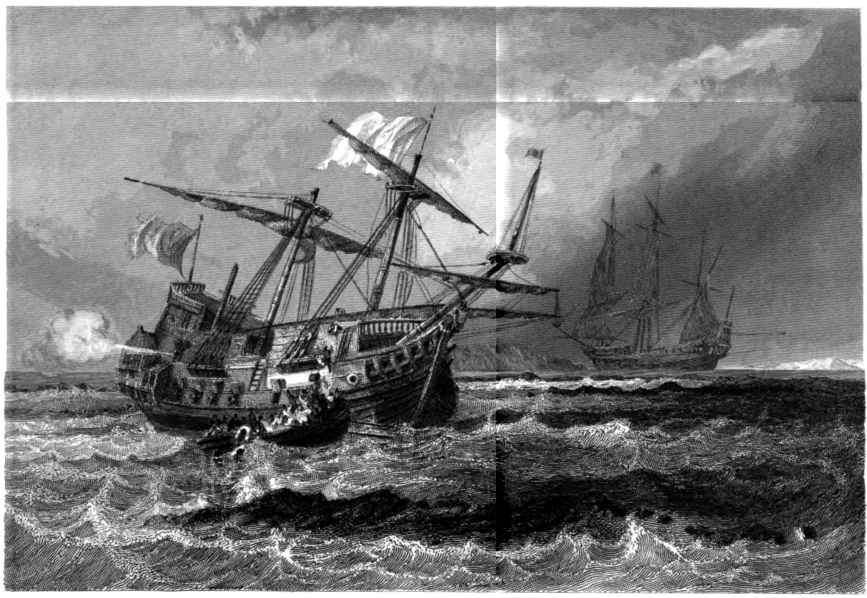
Naufrage du Corbin

En 1601, la Compagnie des marchands de Saint-Malo, Laval et Vitré qui rêve des Moluques arme deux navires, le Corbin, de 200 tonneaux, commandé par François Grout du Closneuf et le Croissant, de 400 tonneaux, commandé par Michel Frotet de la Bardelière pour sonder le guay et chercher le chemin des Indes. L'objectif de cette mission était de sonder le gué, chercher un chemin des Indes et le montrer aux Français.
Frotet meurt lors de cette expédition en 1602.
En 1616 des négociants de Saint-Malo et d'Anvers armèrent à Saint-Malo deux  vaisseaux de 600 tonneaux chacun, dont le Saint-Louis commandé par Nicolas Frotet de la Bardelière, lequel mourut aux Moluques en 1618.
Une rue porte son nom à Saint-Malo.